# Maria Augusta Pacheco
Maria Augusta Pacheco (Ilha Terceira, 11 de Março de 1771 — ?) foi uma erudita portuguesa, professora de vários graus de ensino.

## Biografia
Regeu a escola de Ensino Primário do 1° e 2° grau da vila de Santa Cruz da Graciosa, na ilha Graciosa, de 19 de Fevereiro a 31 de Agosto de 1800. Daqui retornou para a ilha Terceira, de onde era natural, para lecionar na Escola Distrital do Concelho de Angra do Heroísmo por despacho de 8 de Agosto do mesmo ano, sendo nomeada professora oficial da mesma escola a 17 de Janeiro de 1801.